# Mistrovství Evropy ve fotbale 2004
Mistrovství Evropy ve fotbale 2004, zkráceně též EURO 2004, pořádané asociací UEFA v Portugalsku, byla soutěž národních fotbalových týmů Evropy, které se na ni probojovaly z kvalifikace. Závěrečného turnaje se v období od 12. června 2004 do 4. července téhož roku zúčastnilo 16 týmů. Představitelé UEFA ohodnotili toto mistrovství jako „dosud nejlepší“.
Turnaj navštívilo v úhrnu 1 156 473 diváků. Největší díl z tohoto počtu si ukrojil 4. července na území hlavního města Portugalska Lisabonu uskutečněný finálový zápas Portugalsko–Řecko (0:1), na nějž si vstupenky zakoupilo 62 865 osob, nejmenší divácká účast, a sice 16 002 pozorovatelů, postihla 22. června v Guimarãesu hrané utkání 3. kola skupiny C mezi výběry Itálie a Bulharska (2:1).

## Stupně vítězů
| Zlato                        | Stříbro     | Bronz            | 4. místo                                 |
| ---------------------------- | ----------- | ---------------- | ---------------------------------------- |
| Řecko První titul v historii | Portugalsko | Česko Nizozemsko | oba poražení semifinalisté získali bronz |

## Kandidáti na pořadatelství
Dne 11. října 1999 v Cáchách v Německu, Výkonný výbor UEFA vybral hostitele Mistrovství Evropy ve fotbale 2004 Portugalsko.
- Portugalsko
- Rakousko a Maďarsko
- Španělsko

## Kvalifikace
Kvalifikace hrané v letech 2002 a 2003 se zúčastnilo 50 reprezentací, které byly rozlosovány do 10 skupin po pěti týmech. Ve skupinách se utkal každý s každým doma a venku. Vítězové skupin postoupili přímo na závěrečný turnaj. Celky na druhých místech hrály baráž o zbylých 5 místenek na závěrečném turnaji. Pořadatelská země Portugalsko měla účast na závěrečném turnaji jistou.

### Zúčastněné země
| Vlajka     | Stát       | Počet branek | Vlajka      | Stát        | Počet branek |
| ---------- | ---------- | ------------ | ----------- | ----------- | ------------ |
| Bulharsko  | Bulharsko  | 1            | Chorvatsko  | Chorvatsko  | 4            |
| Česko      | Česko      | 10           | Dánsko      | Dánsko      | 4            |
| Anglie     | Anglie     | 10           | Francie     | Francie     | 7            |
| Německo    | Německo    | 2            | Řecko       | Řecko       | 7            |
| Itálie     | Itálie     | 3            | Lotyšsko    | Lotyšsko    | 1            |
| Nizozemsko | Nizozemsko | 7            | Portugalsko | Portugalsko | 8            |
| Rusko      | Rusko      | 2            | Španělsko   | Španělsko   | 2            |
| Švédsko    | Švédsko    | 8            | Švýcarsko   | Švýcarsko   | 1            |

## Průběh
V průběhu turnaje se zrodilo několik překvapení. O první se postaraly týmy Španělska, Itálie a Německa, jež jako tipovaní favorité nedokázaly postoupit ze základních skupin a skončily shodně na nepostupových třetích místech. Největším překvapením byl ovšem tým Řecka, vedený německým trenérem Otto Rehhagelem, který jakožto outsider dokázal nejen postoupit ze skupiny, ale uspěl i ve vyřazovacích bojích, kde vyřadil do té doby úřadující mistry Francouze, favorizované Čechy a ve finálovém zápase dokázal porazit silný domácí tým. V celé historii EURA se stalo vůbec poprvé, že první i poslední zápas soutěže hrála stejná mužstva a v obou navíc pokaždé vyhráli hosté (v tomto případě Řecko 2-1 a finále 1-0).

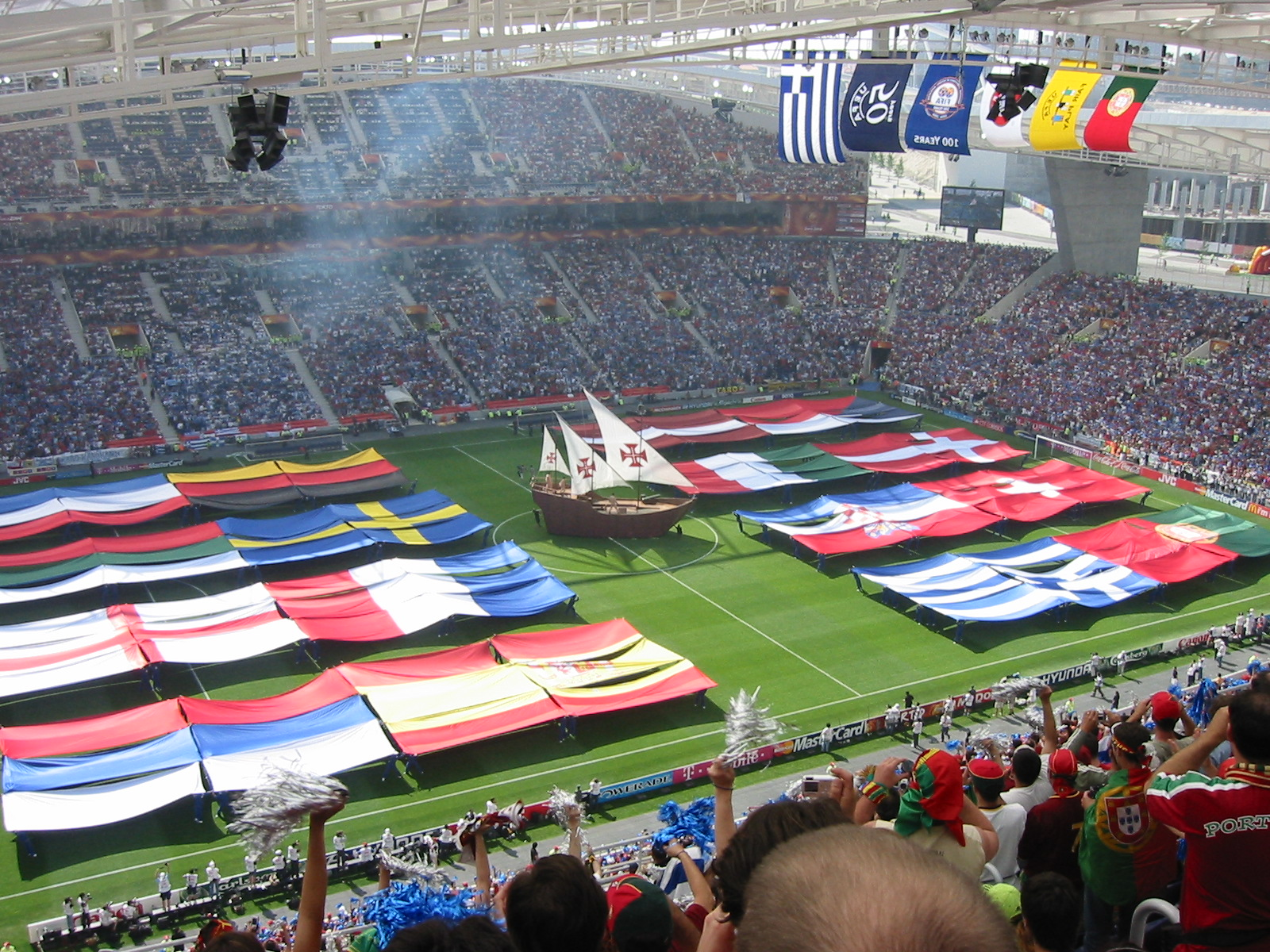
Zahajovací ceremoniál

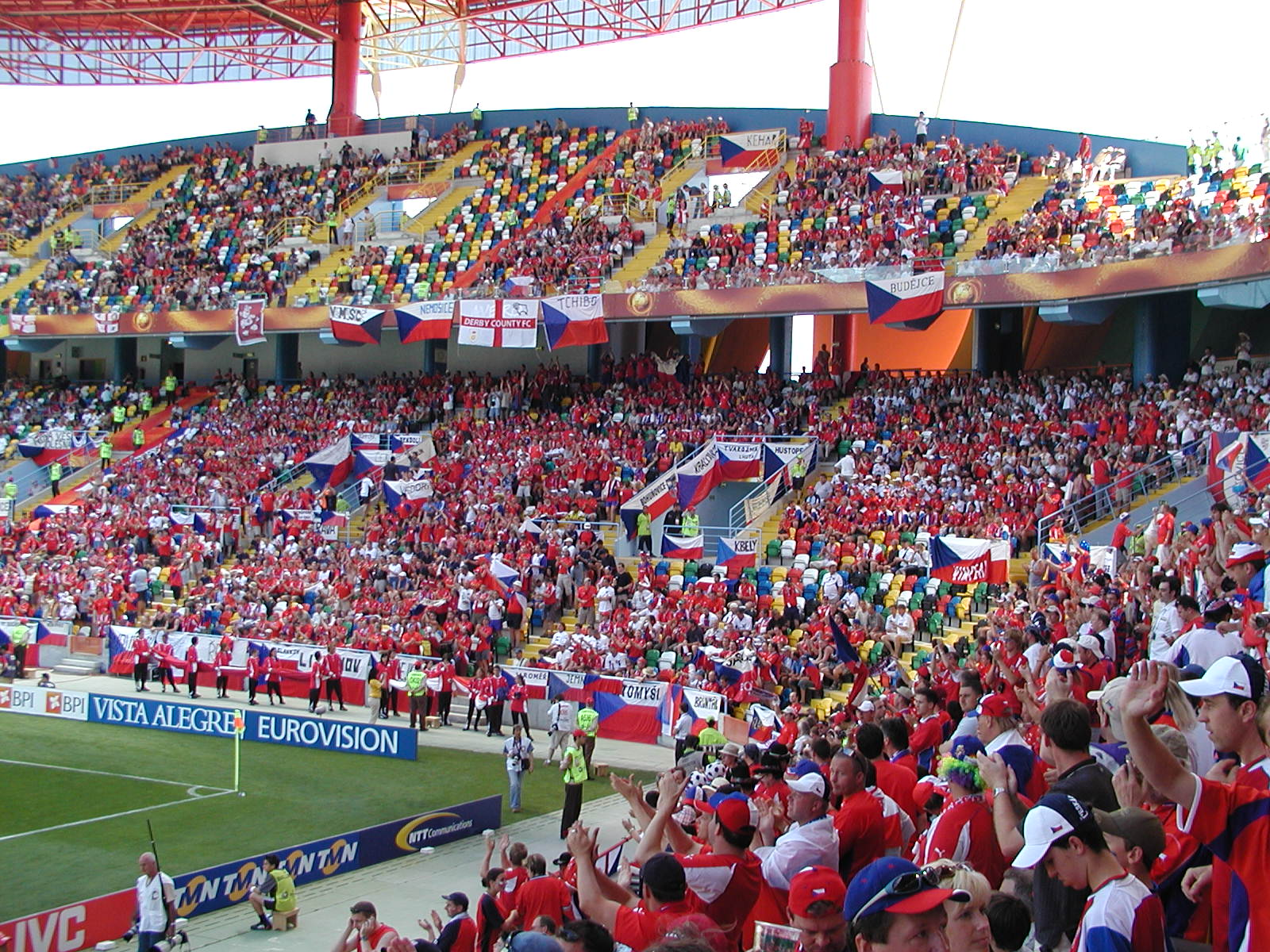
Čeští fanoušci

## Češi na turnaji
Český národní tým, pod vedením Karla Brücknera, postoupil z kvalifikace na Mistrovství Evropy ve fotbale 2004 ze skupiny 3 z prvního místa před Nizozemskem. S ním se opět sešel ve finálovém turnaji ve skupině D, spolu s Lotyšskem a Německem. Tato skupina byla jedna z nejtěžších. Nizozemsko mělo být podle médií i fanoušků diskutujících na serveru BBC nejvážnějším adeptem na první místo ve skupině. Německo, přes kolísavé výkony v celkem lehké kvalifikační skupině 5, mělo dle některých odborníků sehrát postupový boj s Českem. Podle některých byla právě skupina D skupinou smrti. Jiní, jako John Motson psali: „Nepřekvapilo by mě, kdyby Česko postoupilo na úkor někoho z dvojice Nizozemsko, Německo, neboť si myslím, že Češi jsou velmi podceňováni.“
Český tým zahájil v Aveiru s Lotyšskem. Ač měl značnou herní převahu, inkasoval těsně před půlí. Týmu se podařilo zápas otočit a vyhrát 2:1. Druhý zápas s Nizozemskem Češi opět nezačali dobře a brzy prohrávali 0:2. Do přestávky stačili snížit a v druhé půli dokonali obrat na 3:2. Zápas byl považován za nejlepší na turnaji . Tímto výsledkem získali jistý postup ze skupiny a do posledního skupinového zápasu s Německem, kterému šlo o vše, nastoupila značně pozměněná sestava a v psychické pohodě dokázala porazit i tento výběr 2:1. Čtvrtfinálový zápas s Dánskem (3:0) byl jednoznačnou záležitostí, což se očekávalo i od semifinálového zápasu s Řeckem. Ovšem česká hra narazila na řeckou obranu a bezbrankové dění mělo za následek prodloužení, kdy Řekové za pomoci stříbrného gólu postoupili.
Hráči českého týmu: Petr Čech, Zdeněk Grygera, Pavel Mareš, Tomáš Galásek, René Bolf, Marek Jankulovski, Vladimír Šmicer, Karel Poborský, Jan Koller, Tomáš Rosický, Pavel Nedvěd, Vratislav Lokvenc, Martin Jiránek, Štěpán Vachoušek, Milan Baroš, Jaromír Blažek, Tomáš Hübschman, Marek Heinz, Roman Týce, Jaroslav Plašil, Tomáš Ujfaluši, David Rozehnal, Antonín Kinský.

## Stadióny
| Lisabon                     | Lisabon                                                  | Porto                                                    | Aveiro                       |
| --------------------------- | -------------------------------------------------------- | -------------------------------------------------------- | ---------------------------- |
| Estádio da Luz              | Estádio José Alvalade                                    | Estádio do Dragão                                        | Estádio Municipal de Aveiro  |
| Kapacita: 65 000            | Kapacita: 52 000                                         | Kapacita: 52 000                                         | Kapacita: 30 000             |
|                             |                                                          |                                                          |                              |
| Coimbra                     | Aveiro Braga Coimbra Faro Guimarães Leiria Lisabon Porto | Aveiro Braga Coimbra Faro Guimarães Leiria Lisabon Porto | Braga                        |
| Estádio Cidade de Coimbra   | Aveiro Braga Coimbra Faro Guimarães Leiria Lisabon Porto | Aveiro Braga Coimbra Faro Guimarães Leiria Lisabon Porto | Estádio Municipal de Braga   |
| Kapacita: 30 000            | Aveiro Braga Coimbra Faro Guimarães Leiria Lisabon Porto | Aveiro Braga Coimbra Faro Guimarães Leiria Lisabon Porto | Kapacita: 30 000             |
|                             | Aveiro Braga Coimbra Faro Guimarães Leiria Lisabon Porto | Aveiro Braga Coimbra Faro Guimarães Leiria Lisabon Porto |                              |
| Guimarães                   | Faro                                                     | Porto                                                    | Leiria                       |
| Estádio D. Afonso Henriques | Estádio Algarve                                          | Estádio do Bessa Século XXI                              | Estádio Dr. Magalhães Pessoa |
| Kapacita: 30 000            | Kapacita: 30 000                                         | Kapacita: 30 000                                         | Kapacita: 30 000             |
|                             |                                                          |                                                          |                              |

## Míč EURA 2004
K Mistrovství Evropy ve fotbale 2004 připravila UEFA ve spolupráci s firmou Adidas revoluční míč s názvem Roteiro. Tento míč byl vyroben z přírodního latexu pomocí technologie tepelného opracování (bez použití švů), což znamenalo, že míče měly mít stejné a konstantní vlastnosti a navíc měly přinést nové zážitky z hraní fotbalu. Míč byl pojmenován podle zápisníku portugalského mořeplavce a objevitele Vasca de Gamy, který byl symbolem portugalských námořních úspěchů a objevů.[zdroj?]

## Skupinová fáze

### Skupina A
| Tým         | Z | V | R | P | VG | IG | +/- | B |
| ----------- | - | - | - | - | -- | -- | --- | - |
| Portugalsko | 3 | 2 | 0 | 1 | 4  | 2  | +2  | 6 |
| Řecko       | 3 | 1 | 1 | 1 | 4  | 4  | 0   | 4 |
| Španělsko   | 3 | 1 | 1 | 1 | 2  | 2  | 0   | 4 |
| Rusko       | 3 | 1 | 0 | 2 | 2  | 4  | -2  | 3 |

| 12. června 2004 17:00 |       |                                 |                                                                     |
| Portugalsko           | 1 : 2 | Řecko                           | Estádio do Dragão, Porto diváci: 48,761 rozhodčí: Pierluigi Collina |
| Ronaldo 90+3'         |       | Karagunis 7' Basinas 51' (pen.) | Estádio do Dragão, Porto diváci: 48,761 rozhodčí: Pierluigi Collina |

| 12. června 2004 19:45 |       |       |                                                             |
| Španělsko             | 1 : 0 | Rusko | Estádio do Algarve, Faro diváci: 28,182 rozhodčí: Urs Meier |
| Valerón 60'           |       |       | Estádio do Algarve, Faro diváci: 28,182 rozhodčí: Urs Meier |

| 16. června 2004 17:00 |       |               |                                                                          |
| Řecko                 | 1 : 1 | Španělsko     | Estádio do Bessa Século XXI, Porto diváci: 25,444 rozhodčí: Ľuboš Micheľ |
| Charisteas 66'        |       | Morientes 28' | Estádio do Bessa Século XXI, Porto diváci: 25,444 rozhodčí: Ľuboš Micheľ |

| 16. června 2004 19:45 |       |                          |                                                              |
| Rusko                 | 0 : 2 | Portugalsko              | Estádio da Luz, Lisabon diváci: 59,273 rozhodčí: Terje Hauge |
|                       |       | Maniche 7' Rui Costa 89' | Estádio da Luz, Lisabon diváci: 59,273 rozhodčí: Terje Hauge |

| 20. června 2004 19:45 |       |                |                                                                      |
| Španělsko             | 0 : 1 | Portugalsko    | Estádio José Alvalade, Lisabon diváci: 47,491 rozhodčí: Anders Frisk |
|                       |       | Nuno Gomes 57' | Estádio José Alvalade, Lisabon diváci: 47,491 rozhodčí: Anders Frisk |

| 20. června 2004 19:45    |       |            |                                                                    |
| Rusko                    | 2 : 1 | Řecko      | Estádio do Algarve, Faro diváci: 24,347 rozhodčí: Gilles Veissière |
| Kiričenko 2' Bulykin 17' |       | Vryzas 43' | Estádio do Algarve, Faro diváci: 24,347 rozhodčí: Gilles Veissière |

### Skupina B
| Tým        | Z | V | R | P | VG | IG | +/- | B |
| ---------- | - | - | - | - | -- | -- | --- | - |
| Francie    | 3 | 2 | 1 | 0 | 7  | 4  | +3  | 7 |
| Anglie     | 3 | 2 | 0 | 1 | 8  | 4  | +4  | 6 |
| Chorvatsko | 3 | 0 | 2 | 1 | 4  | 6  | -2  | 2 |
| Švýcarsko  | 3 | 0 | 1 | 2 | 1  | 6  | -5  | 1 |

| 13. června 2004 17:00 |       |            |                                                                               |
| Švýcarsko             | 0 : 0 | Chorvatsko | Estádio Dr. Magalhães Pessoa, Leiria diváci: 24.090 rozhodčí: Lucílio Batista |
|                       |       |            | Estádio Dr. Magalhães Pessoa, Leiria diváci: 24.090 rozhodčí: Lucílio Batista |

| 13. června 2004 19:45      |       |             |                                                              |
| Francie                    | 2 : 1 | Anglie      | Estádio da Luz, Lisabon diváci: 62.487 rozhodčí: Markus Merk |
| Zidane 90+1', 90+3' (pen.) |       | Lampard 38' | Estádio da Luz, Lisabon diváci: 62.487 rozhodčí: Markus Merk |

| 17. června 2004 17:00       |       |           |                                                                             |
| Anglie                      | 3 : 0 | Švýcarsko | Estádio Cidade de Coimbra, Coimbra diváci: 28.214 rozhodčí: Valentin Ivanov |
| Rooney 23', 75' Gerrard 82' |       |           | Estádio Cidade de Coimbra, Coimbra diváci: 28.214 rozhodčí: Valentin Ivanov |

| 17. června 2004 19:45      |       |                               |                                                                                  |
| Chorvatsko                 | 2 : 2 | Francie                       | Estádio Dr. Magalhães Pessoa, Leiria diváci: 29.160 rozhodčí: Kim Milton Nielsen |
| Rapiać 48' (pen.) Pršo 52' |       | Tudor 51' (vl.) Trezeguet 64' | Estádio Dr. Magalhães Pessoa, Leiria diváci: 29.160 rozhodčí: Kim Milton Nielsen |

| 21. června 2004 19:45 |       |                                           |                                                                    |
| Chorvatsko            | 2 : 4 | Anglie                                    | Estádio da Luz, Lisabon diváci: 57.047 rozhodčí: Pierluigi Collina |
| N. Kovač 5' Tudor 73' |       | Scholes 40' Rooney 45+1', 68' Lampard 79' | Estádio da Luz, Lisabon diváci: 57.047 rozhodčí: Pierluigi Collina |

| 21. června 2004 19:45 |       |                           |                                                                          |
| Švýcarsko             | 1 : 3 | Francie                   | Estádio Cidade de Coimbra, Coimbra diváci: 28.111 rozhodčí: Ľuboš Micheľ |
| Volanthen 26'         |       | Zidane 20' Henry 76', 84' | Estádio Cidade de Coimbra, Coimbra diváci: 28.111 rozhodčí: Ľuboš Micheľ |

### Skupina C
| Tým       | Z | V | R | P | VG | IG | +/- | B |
| --------- | - | - | - | - | -- | -- | --- | - |
| Švédsko   | 3 | 1 | 2 | 0 | 8  | 3  | +5  | 5 |
| Dánsko    | 3 | 1 | 2 | 0 | 4  | 2  | +2  | 5 |
| Itálie    | 3 | 1 | 2 | 0 | 3  | 2  | +1  | 5 |
| Bulharsko | 3 | 0 | 0 | 3 | 1  | 9  | -8  | 0 |

| 14. června 2004 17:00 |       |        |                                                                                        |
| Dánsko                | 0 : 0 | Itálie | Estádio D. Afonso Henriques, Guimarães diváci: 29.595 rozhodčí: Manuel Mejuto González |
|                       |       |        | Estádio D. Afonso Henriques, Guimarães diváci: 29.595 rozhodčí: Manuel Mejuto González |

| 14. června 2004 19:45                                              |       |           |                                                                    |
| Švédsko                                                            | 5 : 0 | Bulharsko | Estádio José Alvalade, Lisabon diváci: 31.652 rozhodčí: Mike Riley |
| Ljungberg 32' Larsson 57' 58' Ibrahimović 78' (pen.) Allbäck 90+1' |       |           | Estádio José Alvalade, Lisabon diváci: 31.652 rozhodčí: Mike Riley |

| 18. června 2004 17:00 |       |                             |                                                                            |
| Bulharsko             | 0 : 2 | Dánsko                      | Estádio Municipal de Braga, Braga diváci: 24.131 rozhodčí: Lucílio Batista |
|                       |       | Tomasson 44' Grønkjær 90+2' | Estádio Municipal de Braga, Braga diváci: 24.131 rozhodčí: Lucílio Batista |

| 18. června 2004 19:45 |       |                 |                                                             |
| Itálie                | 1 : 1 | Švédsko         | Estádio do Dragão, Porto diváci: 44.926 rozhodčí: Urs Meier |
| Cassano 37'           |       | Ibrahimović 85' | Estádio do Dragão, Porto diváci: 44.926 rozhodčí: Urs Meier |

| 22. června 2004 19:45      |       |                      |                                                                                 |
| Itálie                     | 2 : 1 | Bulharsko            | Estádio D. Afonso Henriques, Guimarães diváci: 16.002 rozhodčí: Valentin Ivanov |
| Perrotta 48' Cassano 90+4' |       | M. Petrov 45' (pen.) | Estádio D. Afonso Henriques, Guimarães diváci: 16.002 rozhodčí: Valentin Ivanov |

| 22. června 2004 19:45 |       |                               |                                                                         |
| Dánsko                | 2 : 2 | Švédsko                       | Estádio do Bessa Século XXI, Porto diváci: 26.115 rozhodčí: Markus Merk |
| Tomasson 28' 66'      |       | Larsson 47' (pen.) Jonson 89' | Estádio do Bessa Século XXI, Porto diváci: 26.115 rozhodčí: Markus Merk |

### Skupina D
| Tým        | Z | V | R | P | VG | IG | +/- | B |
| ---------- | - | - | - | - | -- | -- | --- | - |
| Česko      | 3 | 3 | 0 | 0 | 7  | 4  | +3  | 9 |
| Nizozemsko | 3 | 1 | 1 | 1 | 6  | 4  | +2  | 4 |
| Německo    | 3 | 0 | 2 | 1 | 2  | 3  | -1  | 2 |
| Lotyšsko   | 3 | 0 | 1 | 2 | 1  | 5  | -4  | 1 |

| 15. června 2004 17:00 |       |                    |                                                                               |
| Česko                 | 2 : 1 | Lotyšsko           | Estádio Municipal de Aveiro, Aveiro diváci: 21.744 rozhodčí: Gilles Veissière |
| Baroš 73' Heinz 85'   |       | Verpakovskis 45+1' | Estádio Municipal de Aveiro, Aveiro diváci: 21.744 rozhodčí: Gilles Veissière |

| 15. června 2004 19:45 |       |                    |                                                                |
| Německo               | 1 : 1 | Nizozemsko         | Estádio do Dragão, Porto diváci: 48.197 rozhodčí: Anders Frisk |
| Frings 30'            |       | van Nistelrooy 81' | Estádio do Dragão, Porto diváci: 48.197 rozhodčí: Anders Frisk |

| 19. června 2004 17:00 |       |         |                                                                        |
| Lotyšsko              | 0 : 0 | Německo | Estádio do Bessa Século XXI, Porto diváci: 22.344 rozhodčí: Mike Riley |
|                       |       |         | Estádio do Bessa Século XXI, Porto diváci: 22.344 rozhodčí: Mike Riley |

| 19. června 2004 19:45       |       |                                 |                                                                                     |
| Nizozemsko                  | 2 : 3 | Česko                           | Estádio Municipal de Aveiro, Aveiro diváci: 29.935 rozhodčí: Manuel Mejuto González |
| Bouma 4' van Nistelrooy 19' |       | Koller 23' Baroš 71' Šmicer 88' | Estádio Municipal de Aveiro, Aveiro diváci: 29.935 rozhodčí: Manuel Mejuto González |

| 23. června 2004 19:45                     |       |          |                                                                               |
| Nizozemsko                                | 3 : 0 | Lotyšsko | Estádio Municipal de Braga, Braga diváci: 27.904 rozhodčí: Kim Milton Nielsen |
| van Nistelrooy 27' (pen.), 35' Makaay 84' |       |          | Estádio Municipal de Braga, Braga diváci: 27.904 rozhodčí: Kim Milton Nielsen |

| 23. června 2004 19:45 |       |                     |                                                                     |
| Německo               | 1 : 2 | Česko               | Estádio José Alvalade, Lisabon diváci: 46.849 rozhodčí: Terje Hauge |
| Ballack 21'           |       | Heinz 30' Baroš 77' | Estádio José Alvalade, Lisabon diváci: 46.849 rozhodčí: Terje Hauge |

## Vyřazovací fáze
|  | Čtvrtfinále          | Čtvrtfinále         |                       |       | Semifinále | Semifinále |  |  | Finále | Finále |
|  | 24. června - Lisabon |                     |                       |       |            |            |  |  |        |        |
|  |                      |                     |                       |       |            |            |  |  |        |        |
|  | Portugalsko (pen)    | 2 (6)               |                       |       |            |            |  |  |        |        |
|  | Portugalsko (pen)    | 2 (6)               | 30. června – Lisabon  |       |            |            |  |  |        |        |
|  | Anglie               | 2 (5)               |                       |       |            |            |  |  |        |        |
|  | Anglie               | 2 (5)               | Portugalsko           | 2     |            |            |  |  |        |        |
|  | 26. června - Faro    |                     | Portugalsko           | 2     |            |            |  |  |        |        |
|  |                      | Nizozemsko          | 1                     |       |            |            |  |  |        |        |
|  | Švédsko              | Nizozemsko          | 1                     | 0 (4) |            |            |  |  |        |        |
|  | Švédsko              |                     | 4. července – Lisabon | 0 (4) |            |            |  |  |        |        |
|  | Nizozemsko (pen)     | 0 (5)               |                       |       |            |            |  |  |        |        |
|  | Nizozemsko (pen)     | 0 (5)               | Portugalsko           | 0     |            |            |  |  |        |        |
|  | 25. června - Lisabon |                     | Portugalsko           | 0     |            |            |  |  |        |        |
|  |                      | Řecko               | 1                     |       |            |            |  |  |        |        |
|  | Francie              | Řecko               | 1                     | 0     |            |            |  |  |        |        |
|  | Francie              | 1. července - Porto |                       | 0     |            |            |  |  |        |        |
|  | Řecko                | 1                   |                       |       |            |            |  |  |        |        |
|  | Řecko                | 1                   | Řecko (stříbrný gól)  | 1     |            |            |  |  |        |        |
|  | 27. června - Porto   |                     | Řecko (stříbrný gól)  | 1     |            |            |  |  |        |        |
|  |                      | Česko               | 0                     |       |            |            |  |  |        |        |
|  | Česko                | Česko               | 0                     | 3     |            |            |  |  |        |        |
|  | Česko                |                     |                       | 3     |            |            |  |  |        |        |
|  | Dánsko               | 0                   |                       |       |            |            |  |  |        |        |
|  | Dánsko               | 0                   |                       |       |            |            |  |  |        |        |

### Čtvrtfinále
| 24. června 2004 20.45      |       |                      |                                                                        |
| Portugalsko                | 2 : 2 | Anglie               | Estádio da Luz, Lisabon diváci: 65 000 rozhodčí: Urs Meier (Švýcarsko) |
| Postiga 83' Rui Costa 110' |       | Owen 3' Lampard 115' | Estádio da Luz, Lisabon diváci: 65 000 rozhodčí: Urs Meier (Švýcarsko) |

|                                                      |       | Penaltový rozstřel                                 |  |
| Deco Simão Rui Costa Ronaldo Maniche Postiga Ricardo | 6 : 5 | Beckham Owen Lampard Terry Hargreaves Cole Vassell |  |

| 25. června 2004 20.45 |       |                |                                                                                |
| Francie               | 0 : 1 | Řecko          | Estádio José Alvalade, Lisabon diváci: 45 390 rozhodčí: Anders Frisk (Švédsko) |
|                       |       | Charisteas 65' | Estádio José Alvalade, Lisabon diváci: 45 390 rozhodčí: Anders Frisk (Švédsko) |

| 26. června 2004 20.45 |       |            |                                                                            |
| Švédsko               | 0 : 0 | Nizozemsko | Estádio do Algarve, Faro diváci: 27 762 rozhodčí: Ľuboš Micheľ (Slovensko) |
|                       |       |            | Estádio do Algarve, Faro diváci: 27 762 rozhodčí: Ľuboš Micheľ (Slovensko) |

|                                                              |       | Penaltový rozstřel                                  |  |
| Källström Larsson Ibrahimović Ljungberg Wilhelmsson Mellberg | 4 : 5 | van Nistelrooy Heitinga Reiziger Cocu Makaay Robben |  |

| 27. června 2004 20.45     |       |        |                                                                           |
| Česko                     | 3 : 0 | Dánsko | Estádio do Dragão, Porto diváci: 41 092 rozhodčí: Valentin Ivanov (Rusko) |
| Koller 49' Baroš 63', 65' |       |        | Estádio do Dragão, Porto diváci: 41 092 rozhodčí: Valentin Ivanov (Rusko) |

### Semifinále
| 30. června 2004 20.45   |       |                   |                                                                                |
| Portugalsko             | 2 : 1 | Nizozemsko        | Estádio José Alvalade, Lisabon diváci: 46 679 rozhodčí: Anders Frisk (Švédsko) |
| Ronaldo 26' Maniche 58' |       | 63' (vl.) Andrade | Estádio José Alvalade, Lisabon diváci: 46 679 rozhodčí: Anders Frisk (Švédsko) |

| 1. července 2004 20.45 |                |       |                                                                              |
| Řecko                  | 1 : 0 (prodl.) | Česko | Estádio do Dragão, Porto diváci: 42 449 rozhodčí: Pierluigi Collina (Itálie) |
| Dellas 105+1'          |                |       | Estádio do Dragão, Porto diváci: 42 449 rozhodčí: Pierluigi Collina (Itálie) |

### Finále
| 4. července 2004 20.45 |       |                |                                                                        |
| Portugalsko            | 0 : 1 | Řecko          | Estádio da Luz, Lisabon diváci: 62 865 rozhodčí: Markus Merk (Německo) |
|                        |       | Charisteas 57' | Estádio da Luz, Lisabon diváci: 62 865 rozhodčí: Markus Merk (Německo) |

## All-stars[4]
Brankáři
- Petr Čech
- Antonios Nikopolidis

Obránci
- Sol Campbell
- Ashley Cole
- Traianos Dellas
- Olof Mellberg
- Ricardo Carvalho
- Giourkas Seitaridis
- Gianluca Zambrotta

Záložníci
- Michael Ballack
- Luís Figo
- Frank Lampard
- Maniche
- Pavel Nedvěd
- Theodoros Zagorakis (nejlepší hráč turnaje)
- Zinédine Zidane

Útočníci
- Milan Baroš (nejlepší střelec turnaje)
- Angelos Charisteas
- Henrik Larsson
- Cristiano Ronaldo
- Wayne Rooney
- Jon Dahl Tomasson
- Ruud van Nistelrooy